# Buildout
Buildout — средство автоматизации сборки для программного обеспечения с открытым исходным кодом, написанное на Python. Позволяет создавать, собирать и вводить в действие приложения из нескольких частей. Buildout помогает конфигурировать и в точности воспроизводить сборку программного обеспечения заданной конфигурации.
Buildout используют такие проекты как Django, Zope, Plone, Silva, Pylons и др.
Термин «buildout» применяется также в отношении каталога, в котором развёрнута конфигурация некоторого приложения и содержится файл buildout.cfg, а сам скрипт buildout обычно находится в bin/buildout.

## Возможности
Основные возможности Buildout следующие:
- Создаёт изолированную среду исполнения приложений на Python (наподобие virtualenv).
- Применяет язык описания зависимостей, похожий по синтаксису на язык INI-файлов. Файлы конфигурации описывают egg-файлы (формат пакетов программного обеспечения на Python, вроде RPM), необходимые для сборки, и другие части (англ. part), например, библиотеки на других языках программирования, требующие компиляции.
- Использует рецепты (англ. recipe) для расширения функциональных возможностей сборки, выполняя их по очереди[4].
- Позволяет разрабатывать и вводить программное обеспечение в эксплуатацию, выпускать исходные коды приложения вместе с конфигурацией среды исполнения[5].

## Конфигурация
Структура файла конфигурации может быть схематически представлена следующим образом:
```
 
[buildout]

 
parts
 
=
 

     
part1

     
part2

 
develop
 
=

     
src/my.package1

     
src/my.package2

 
find-links
 
=
<nowiki>

     
http
:
//dist.plone.org/thirdparty</nowiki>

 
[part1]

 
recipe
 
=
 
recipe.name1

 
# ... другие данные

 
[part2]

 
recipe
 
=
 
recipe.name2

 
# ... другие данные

```

Встретив такой файл конфигурации, buildout будет по очереди рассматривать части, находить указанные в них рецепты, загружая по необходимости указанные в них пакеты с рецептами, запускать рецепты в соответствии с их точками входа (конфигурируются в setup.py пакета). Поиск ссылок на пакеты может быть расширен за счёт добавления списка URL в find-links. Опция develop даёт пути к пакетам, которые должны быть добавлены к набору библиотек в виде egg-файлов. Обычно это пакеты, находящиеся в разработке.
Опция extends указывает на другой файл конфигурации, который берётся за основу. Тем самым можно разбить конфигурационные файлы buildout на несколько частей. При этом опции можно изменять, присваивая (=), добавляя (+=) или убирая некоторые значения:
```
 
[buildout]

 
extends
 
=
 
mybase.cfg

 
[part-one]

 
key0
 
=
 
rec0

 
key1 +
=

     
rec1

     
rec2

 
key2 -
=
 
rec3

```

Файл mybase.cfg для этого примера может выглядеть так:
```
 
[part-one]

 
key0
 
=
 
rec0 rec00

 
key1
 
=
 
rec0

 
key2
 
=
 
rec1 rec2 rec3

```

Результат:
```
 
[part-one]

 
key0
 
=
 
rec0

 
key1
 
=
 
rec0 rec1 rec2

 
key2
 
=
 
rec1 rec2

```

Имеются и другие возможности, например, подстановка опций из других частей, клонирование части.

### Пример
Пример простого файла конфигурации buildout.cfg для Plone:
```
 
[buildout]

 
parts
 
=
 
instance

 
extends
 
=
 
<nowiki>http://dist.plone.org/release/4.1/versions.cfg</nowiki>

 
[instance]

 
recipe
 
=
 
plone.recipe.zope2instance

 
eggs
 
=

     
Plone

     
Pillow

```

## Некоторые параметры командной строки
Режимы работы для скрипта buildout могут быть заданы параметрами командной строки:
| -v | Увеличить детализацию сообщений. Может быть использован несколько раз.                                   |
| -q | Уменьшить детализацию сообщений. Может быть использован несколько раз.                                   |
| -U | Не читать файл настроек buildout конкретного пользователя.                                               |
| -o | Режим офлайн. Запрещает устанавливать соединения с другими хостами для доступа к частям, пакетам и т. п. |
| -O | Режим онлайн (действует по умолчанию).                                                                   |
| -n | Проверять доступность свежих версий пакетов (действует по умолчанию).                                    |
| -N | Не проверять обновления пакетов.                                                                         |
| -c | Альтернативный файл конфигурации (по умолчанию: buildout.cfg)                                            |

Из командной строки также можно задавать команды (например, buildout install) и значения ключей в формате часть:опция=значение.